# فرقة أنثروبولوجي
فرقة أنثروبولوجي، فرقة فنية تأسست عام 27-11- 2006.م أسستها الفنانة ايما شاه، متخصصة في المسرح والسينما الأفلام الموسيقى والغناء، تتبع الأسلوب الجاد والهادف، والإنساني والفلسفي في ايصال رسالتها إلى الناس، وأسلوبها أسلوب نخبوي راقي. تضم الفرقة أعضاء من مختلف البلدان العربية والأجنبية.

## نبذة عن الفرقة

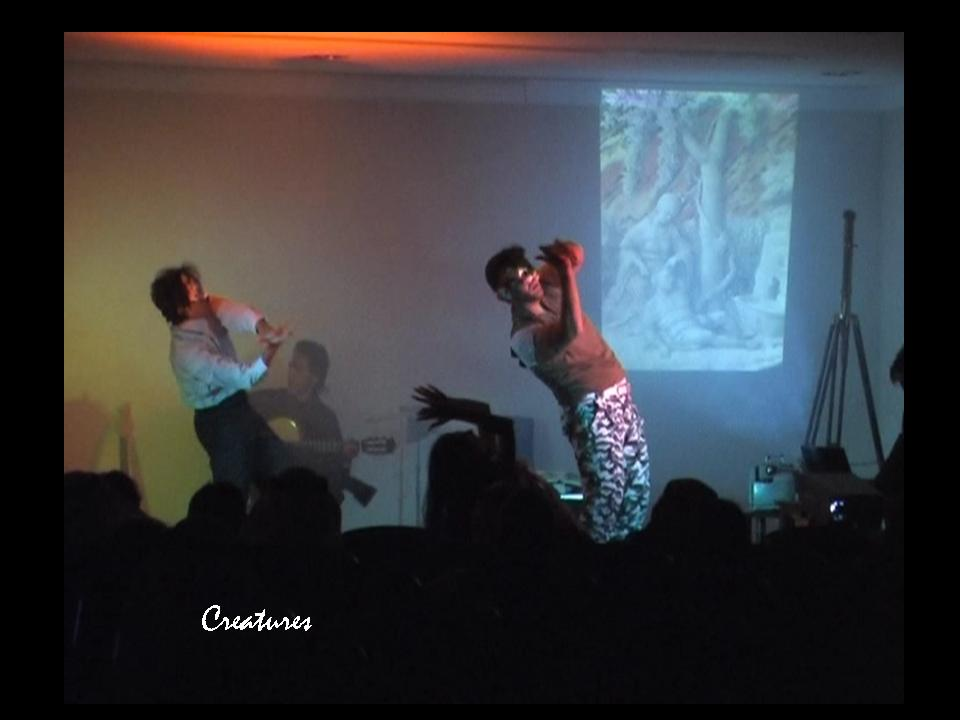
الفرقة تؤدي مشهد من احدى مسرحياتها

تؤدي الفرقة غناء الاغاني باللغة العربية الفصحى واللغة الإنجليزية، بالإضافة إلى لغات أخرى كالفرنسية واللاتينية، الأسبانية واليابانية والمأخوذة عن قصص عالمية لأدباء وشخصيات عالمية كالسير ارثر هبلز وراسبوتين، وهتلر وجيفارا والمسيح وجبران خليل جبران من كتابيه النبي ويسوع ابن الإنسان. ومن الأدب العربي معروف الرصافي وايليا ابي ماضي. وبما أن مؤسسة الفرقة هي لاعبة جمباز سابقة ومسؤولة عن فرقة الشمس المشرقة للدمى وبعض اعضاءها من المسرحيين ومحركين دمى، فان عروضهم تعتمد على الرقص التعبيري والفلامنكو والدمى، مثل دمية شخصية العرافة والمهرج في مسرحية النبي.
أما بالنسبة للموسيقى فهو ذات مناهج عديدة منها الكلاسيكية (خطوة خارج الزمن الحان وكلمات ايما)، والكنتري (غناء الفرقة في قناة الوطن الكويتية I want to change الحان احمد الكندري والهيب هوب (joy & sorrow كلمات جبران خليل جبران والحان احمد الكندري) والروك من اغاني (pantera - within temptetion)، اما الأزياء فهي غريبة مسرحية مع الاقنعة التهريجية الساخرة في جنون لذيذ غير معهود من معادلة التغيير في لغة عالمية (*راجع صحيفة النهار) كما السيونوغرافيا الحداثية في تناصها مع إخراج العرض في لعبة المدرسة التفكيكية ومضمونها، يعتمدون على الأسلوب الحر في هذا العرض. تدخل الفرقة في احداثيات ايديولوجية معدة ومحسوبة جيدا، وتنتمي إلى الخاصة والنخبة الراقية جدا، من الوسط الديمقراطي والسياسي والفني والفلسفي التخصصي ذات التوجه الفكري الحر إلى المتذوقين. تقوم الفرقة بتنظيم واسع للاعداد الخاص لدخول الجمهور إلى عروضهم.
تنادي الفرقة نفسها بالفريق الروحي وسر الحياة الجميلة (صحيفة الجريدة. مقال الدكتور مصطفى مشهور. تاريخ النشر 3 أبريل 2008)، من فريق عبارة عن تقنيين ومخرجين وملحنين وراقصين وعازفين ومغنين وممثلين ومنظمين ورسامين وكتاب اغاني ومؤلفين افكار ومشاريع جادة، اما العقل المدبر فهي مديرتهم ايما والمغنية الرئيسية للفرقة (صحيفة الصوت).
تهتم الفرقة كثيرا بمسالة الوجود والموت، نجده واضحا في مسرحيتهم «النبي» وعرضهم الموسيقي «لا يمكننا الكتابة على صفحة سوداء» في اعدادهم لجدارية محمود درويش ونص قرى جسدي لمالك اصفير (*راجع خبر صحيفة القبس) واغنية خطوة خارج الزمن واغنية ان الحياة حالة من التكرار (*راجع مقالة الدكتور مصطفى مشهور في صحيفة الجريدة).

## أراء النقاد
أيد النقاد طريقة عمل الفرقة الحر والمتميز وخاصة انها تحاكي قضايا إنسانية بعيدة عن الحدود التي وضعها الإنسان لاخيه الإنسان منها العادات والتقاليد والاعتقاد وغيرها.
تعاني الفرقة من قلة الدعم لها، الحكومي والخاص ورفض المسؤولين والإداريين في المجالين الثقافي والفني لهذه الفرقة، ولذلك فان الدعم الوحيد يأتي من القائمين على الفرقة من أعضاء. أنتجت الفرقة فيلما وثائقيا دراميا بعنوان فرقة انثروبولوجي والمنظور فيه تفاصيل التاسيس وعدم الدعم، وقد تحدثت المؤسسة في لقائين على قناة الوطن والام بي سي في هذا الموضوع. (فيديو قناة الوطن . على يوتيوب) (فيديو قناة الام بي سي . على يوتيوب)

## من أعمال الفرقة
1. - مسرحية النبي لجبران خليل جبران 2008-2007.م

1. - احياء حفل في الكويت في منطقة المشروعات السياحية 2008.م

1. - عرض موسيقي لمعرض رذاذ للفنون التشكيلية 2008.م

1. - العرض الموسيقي «لا يمكننا الكتابة على صفحة سوداء» 2008-2009-2010-2011.م (فيديو أغنية لجيفارا . على يوتيوب) (فيديو أغنية ابن الإنسان عن المسيح . على يوتيوب)

1. - ندوة بعنوان «الإدارة هي النتائج» ملتقى الثلاثاء الثقافي 27-10-2009

1. I want to change أغنية - لقاء في قناة الوطن . على يوتيوب

## وصلات خارجية
- موقع فراديس